# Singapore Airlines
Singapore Airlines (abreviatura : SIA o SQ ) és la companyia de bandera de la República de Singapur, fundada el 1947 amb el seu hub situat a l'Aeroport Internacional de Singapur-Changi. La companyia aèria destaca per destacar la Singapore Girl com la seva figura central en el segment de la marca corporativa. L'aerolínia està classificada com a companyia aèria de 5 estrelles per Skytrax, i també ha estat classificada com la millor companyia aèria del món cinc vegades. Forma part de la Star Alliance.

## Flota
Singapore Airlines opera una flota de 149 avions de passatgers d'Airbus i Boeing, inclosos 9 avions de càrrega.  A l'1 d'abril de 2020, l'edat mitjana dels avions de passatgers és de 5 anys i 11 mesos.